# Хакназаров, Захид Вахидович
Захид Вахидович Хакназаров (узб. Zohid Haqnazarov; 12 ноября 1937, Ташкент — 18 июля 2019, Алания, Турция) — советский и узбекский дирижёр, музыкальный педагог, общественный деятель. Народный артист Узбекской ССР (1978).
Детство и юношество
Родился в городе Янгиюле, недалеко от Ташкента. Официальная дата рождения 12 ноября 1937 года. Рано остался сиротой. В 1943 году уходит от родственников на поиски старшего брата Садыра. В 1944 году попал в детский дом г.Янгиюля. В 1945 начал занятия по скрипке, первый учитель - Н.И. Мельников. В 1950 году поступил в музыкальную школу-интернат имени Р.Глиэра. В период 1950-1954 учился в качестве воспитанника Ташкентской школы музыкальных воспитанников Советской Армии ( по классу флейты у А.Б.Малкеева). В 1954 году служил в полковом духовом оркестре под Самаркандом ( под началом капитана М.И.Гаммера). Окончил Самаркандское музыкальное училище в 1956 году. 
Студенческие годы
С 1956 года по 1958 год - студент оркестрового и историко-теоретического факультетов Ташкентской государственной консерватории. В 1958 году поступил в Московскую консерваторию на факультет оперно-симфонического дирижирования, ученик Николая Аносова. Учеба сопровождалась концертной деятельностью с производственным оркестром Московской консерватории. В 1963 году окончил Московскую консерваторию ( последний курс после смерти Аносова у его сына Г.Рождественского), по профессии - дирижер симфонического и оперно-симфонического оркестра. 
Руководство симфоническим оркестром
После окончания Московской консерватории в 1963 году получил назначение дирижером оркестра Узгосфилармонии. С 1965 года назначен главным дирижёром и художественным руководителем Симфонический оркестр Узбекской государственной филармонии ( впоследствии Государственный симфонический оркестр УзССР) и руководил им до 1988 года. В 1973 году оркестру присвоили статус "Государственного оркестра". В 1977 году оркестр стал лауреатом Всесоюзного конкурса симфонических оркестров. В 1979 году оркестру присвоили звание "Заслуженного коллектива УзССР". 
Под руководством Хакназарова, репертуар симфонического оркестра включал  большинство симфонических произведений западно европейских композиторов. Оркестр стал главной лабораторией для развития узбекской симфонической музыки. Захид Хакназаров стал первым исполнителем практически всех симфонических произведений узбекских композиторов. 
В 1988 году был уволен с должности главного дирижера и художественного руководителя по собственному желанию в связи с переходом на полную ставку в Ташкентскую государственную консерваторию. В 1990 году возобновил руководство Государственным симфоническим оркестром Узбекистана в качестве главного дирижера и художественного руководителя до 1997 года. 
С 2003 года возобновил работу в качестве дирижера Национального симфонического оркестра в Ташкенте на 0.25 ставки. Руководил в качестве художественного руководителя оркестром оперной подготовки Ташкентской государственной консерватории. В период 2013-2016 гг. дирижировал периодически ( 2-3 раза в год) по приглашению Узгосфилармонии Национальным симфоническим оркестром на общественных началах. 

Работа в Малайзии
В период 1997 - 2022, профессор Университета Путра Малайзия в Куала Лумпуре и главный дирижер симфонического оркестра Куала Лумпур. 
Педагогическая деятельность
В 1971 году начал педагогическую деятельность по кафедре оперной подготовки в Ташкентской консерватории, которая продолжалась до 1997 года. В 1997 года педагогическая деятельность продолжилась в Университете Путра Малайзия Куала Лумпуре до 2022 года. С 2022 года возобновил педагогическую деятельность в Ташкентской государственной консерватории, которая продолжалась до 2016 года.  В 2018 году возобновил педагогическую деятельность в качестве профессора оперно-симфонического дирижирования Ташкентской государственной консерватории до июля 2019 года. 
В 1976 - доцент кафедры оперно-симфонического дирижирования. 
В 1982 году Хакназарову присуждено ученое звание профессора Президиумом ВАК СССР ( Протокол от 21.05.82).  
В период 1979-1984 был ректором Ташкентской государственной консерватории. 
Просветительская деятельность
В период с 1967 года до 1993 года, вел авторскую передачу на узбекском телевидении "Дирижер рассказывает", с участием симфонического оркестра. Передача велась на узбекском языке с целью популяризации симфонического жанра. В передачах исполнялись фрагменты произведений, а также проводились беседы с композиторами. 
Общественная деятельность
В 1988 году был одним из основателей оппозиционной народного движения Бирлик харакати, некоторое время был её со-председателем.  Регулярно выступал со статьями, заявлениями и открытыми письмами по острым вопросам общественной и политической жизни  Узбекистана.
Награды и звания
В 1969 году присвоено звание "Заслуженный артист УзССР".
В 1971 году стал Лауреатом международного конкурса дирижеров академии "Санта Чечилия" в Риме. 
В 1978 году присвоено звание "Народный артист УзССР". 
В 1999 году награжден орденом "Шухрат мехнати". 

18 июля 2019 года погиб в результате несчастного случая в Антальи (Турция) − был сбит мотоциклистом.